# Malcolm Barcola
Malcolm Barcola (ur. 14 maja 1999 w Lyonie) – togijski piłkarz francuskiego pochodzenia występujący na pozycji bramkarza w bośniackim klubie Tuzla City oraz w reprezentacji Togo. Wychowanek Lyon Duchère AS, w trakcie swojej kariery grał także w Olympique Lyon.